# Muraenichthys gymnopterus
Muraenichthys gymnopterus är en fiskart som först beskrevs av Bleeker, 1853.  Muraenichthys gymnopterus ingår i släktet Muraenichthys och familjen Ophichthidae. Inga underarter finns listade i Catalogue of Life.